# Nelson Nunes Lobo

Nelson Nunes Lobo connu sous le nom de Nelson Lobo, est un artiste peintre et plasticien cubiste, impressionniste, pointilliste, cap-verdien, né le 14 juillet 1952 ( Praia Cap-Vert ) d'une mère portugaise et d'un père cap-verdien, il s'identifie très vite à l'art en se découvrant une passion pour le dessin et la peinture. Il réalise pour la première fois une œuvre, à l'âge de 8 ans, en voulant imiter son frère aîné qui peignait un paysage à l'aquarelle (à l'époque, un trésor). Depuis, les pinceaux et la peinture ne l'ont jamais quitté. Nelson s'inspire, observe et retranscrit. Certains peuvent comparer son travail à Picasso ou Miro, mais « ne comparons pas ce qui n'est pas comparable, un artiste, c'est un artiste ! L'inspiration est la clé de la réussite. » dit-il.
À l'âge de 20 ans, il part au Portugal pour suivre ses études aux Beaux Arts à Lisbonne. Une nouvelle opportunité s'offre à lui, il a eu la chance d'intégrer les Beaux Arts à Rotterdam aux Pays-Bas. Très vite, la France va retenir toute son attention, il tente sa chance dans les cours du soirs à l'école Duperré à Paris. Il exposera quelques années plus tard pour des biennales d'artistes amateurs et au Petit Palais.

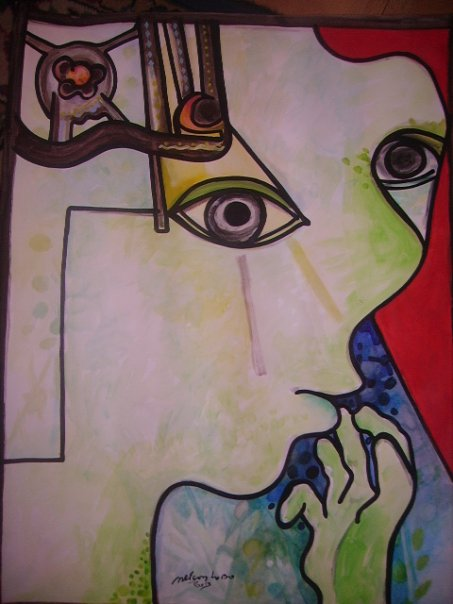
Portrait abstrait d'une femme - Nelson Lobo

Depuis 1995, il expose au Palais de la Culture à Praia Cap vert où différentes époques artistiques se rencontrent, ses premières œuvres, la collection noir et blanc, la collection couleurs vive et "Nu Féminino", la dernière collection des nus féminins, une grande inspiration pour l'artiste. Avec plus d'une centaine de visiteurs chaque jour, il a pu se faire très vite une place dans le domaine de la peinture. En 1997, il réalisa une toile de 3 m sur 2,50 m, un couple nu se tenant la main. Cette toile en acrylique mélangeant l'abstrait, le pointillisme et le naïf a séduit une banque locale. Il décida de la vendre et de reverser les bénéfices à une association d'entraide aux enfants défavorisés.  
La popularité de Nelson se caractérise par son humanisme et son humilité.
En 2009, il reçoit une médaille au Mérite par le Ministère de la Culture cap-verdien qui le récompense pour son investissement dans l'art contemporain cap-verdien.
En 2011, il expose au Centre culturel français au Cap-Vert permettant ainsi à des étudiants cap-verdiens et français de découvrir gratuitement autour d'un buffet ses œuvres et son histoire.  
De 2016 à 2018, il est l'invité de plusieurs journalistes dans le but de parler de ses peintures, de la culture Cap-Verdienne, de l'art mais surtout de son goût prononcé par cette compétence : la peinture.
Courant 2018, ses œuvres seront exposées dans une prestigieuse galerie d'art à Paris afin de promouvoir l'univers de cette artiste ayant plus de 50 ans de carrière dans le domaine de l'art. 